# Эйрикур Хёйксон
Эйрикур Хёйксон (исл. Eiríkur Hauksson; род. 4 июля 1959, Рейкьявик) — исландский рок-музыкант и певец, троекратный участник конкурса песни Евровидение: в 1986, представляя Исландию в составе вокального трио ICY, в 1991, представляя Норвегию в составе группы Just 4 Fun, а также в 2007 вновь за Исландию.
Эйрикур считается[кем?] одним из самых талантливых рок-музыкантов и певцов Исландии, исполняющий песни различных жанров рока и метала. Сравнивается критиками часто с такими легендарными певцами, как Брюс Дикинсон, Грэм Боннет, Ронни Джеймс Дио и Джоуи Белладонна.

## Биография

### Музыкальная карьера
Карьера Эйрикура началась в возрасте 15 лет с песней «Sekur», которую он сам написал. Песня исполнялась исландской рок-группой «Start» и стала лучшей песней 1981 года. В 1984 году Эйрикур создаёт метал-группу «Drýsill», записывая с ней альбом «Welcome to the show». Несмотря на развитие «новой волны», первый альбом разошёлся более чем в 1000 копий и стал популярным в стране: более того, группа выпустила его без сотрудничества с каким-либо лейблом.
В 1985 году после распада группы Эйрикур записывает песни «Gaggó-Vest» и «Gull», написанные Гуннаром Тордарсоном, которые попадают в национальные чарты и занимают там первые места. Он становится самым популярным певцом Исландии: будучи рок-музыкантом и металлистом, он приглашается на различные концерты звёзд поп-сцены. В 1988 году он переезжает в Эстфольд (Норвегия), где становится вокалистом пауэр-метал-группы Artch и получает псевдоним Эрик Хоук (англ. Eric Hawk). Первый альбом группы «Another return (to Church Hill)» высоко был оценён критиками из журналов Kerrang! и Metal Forces. Второй альбом «For the sake of Mankind» в 1991 году также тепло воспринимается метал-сообществом. Группа распадается в 1993 году, но воссоединяется в 1999 году в честь дня рождения журнала Scream и даёт концерты. К 2000 году выходит DVD-диск «Another Return: Live... and Beyond», а Metal Blade Records переиздаёт оба альбома Artch.
Эйрикур прославился также тем, что записывал бэк-вокалы и вокалы для различных групп: бас-гитарист группы Wig Wam Бернт Янсен ранее выступал в Artch и пригласил один раз Эйрикура записать бэк-вокалы для группы, на что тот согласился сразу же. Эйрикур исполнял также в составе звёзд исландской сцены песню «Hjálpum þeim» — аналог американских «We Are the World» и «Do They Know It's Christmas?» и советской «Замыкая круг». В 1999 году он записал чистый вокал на альбоме Soulburner мелодик-дэт-метал-группы Gardenian как приглашённый гость. С 2005 года Эйрикур выступает вокалистом рок-группы Кена Хенсли в рамках тура Live Fire, с 2007 — вокалист норвежской прогрессивной рок-группы Magic Pie. Продолжает выступления в составе различных коллективов на разных концертах.

### Евровидение
Эйрикур участвовал в Евровидении трижды, установив рекорд среди хеви-металлистов. В 1986 году Исландия дебютировала на конкурсе, и Эйрикур на отборе представил три конкурсные песни: «Þetta gengur ekki lengur» (автор Омар Халлдорссон), «Gefðu mér gaum» (авторы Гуннар Тордарсон и Олафур Хаукур Симонарсон) и «Mitt á milli Moskvu og Washington» (авторы Рагнхильдур Гисладоттир, Якоб Фриманн Магнуссон и Валгейр Гудйонссон). Несмотря на то, что победителем отбора Исландии стал Палми Гуннарссон с песней «Gleðibankinn», Исландия решила отправить сразу троих музыкантов: Эйрикур, Палми и ещё одна певица Хельга Мёллер вошли в состав группы Icy. Исландия рассчитывала на уверенную победу, но результат шокировал всех: она заняла только 16-е место с 19 баллами.
Через год Эйрикур исполнил песню «Lífið er lag», написанную Гуннлаугуром Бриемом и Фридриком Карлссоном в финале отбора, в итоге финишировав на 2-м месте (победила Халла Маргрет с песней «Hægt og hljótt»). Халла уехала в Брюссель на Евровидение, но продолжила сотрудничество с Эйрикуром: вместе они перезаписали песню Эйрикура, и та прозвучала в исполнении группы «Model», попав на альбом в 1987 году. Model стали популярными в стране опять же благодаря Эйрикуру.
В 1991 году Эйрикур, проживавший в Норвегии, опять отправился на Евровидение: внутренний отбор, организованный телерадиокомпанией NRK, объединил четырёх певцов в группу Just 4 Fun. Группа отправилась в Рим с песней «Mrs. Thompson», но заняла там 17-е место с 14 баллами. С 2004 года Эйрикур входит в составы жюри, которое выставляет оценки и обсуждает песни исполнителей стран Скандинавии, которые выступают на Евровидении.
В 2007 году Эйрикур в третий раз попадает на Евровидение: песня «Ég les í lófa þínum», написанная Свейном Рунаром Сигурдсоном и Кристияном Хрейнссоном, набирает 60% зрительских голосов и обходит главного конкурента Эйрикура — Фридрика Омара, который поедет через год на Евровидение-2008 в составе группы Eurobandið. Для удобства песню перевели на английский, и она стала носить имя «Valentine Lost». Критики высоко оценили талант Эйрикура и верили в его победу: автор собственного интернет-проекта «Евровидение-Казахстан» Андрей Михеев даже назвал песню одной из лучших песен на Евровидении с 2001 года:

- Музыка: Великолепная метал-баллада от композитора, уже представлявшего Исландию в 2004 году. 10/10
- Текст: Английская версия вышла ещё сильнее, чем исландская, про исцеляющую силу рок-н-ролла. 10/10
- Вокал: Элита мирового хэви-метал вокала. Третий раз на Евровидении. 10/10
- Итог: Каким будет среднеевропейский вкус? Возьму на себя риск заявить, что на мой взгляд — это лучшая песня Евровидения XXI века. 8/10

Председатель российского фан-клуба OGAE Антон Кулаков был солидарен с Михеевым и даже сравнил Эйрикура с известнейшим российским рок-музыкантом и певцом Валерием Кипеловым:

- Музыка: Ну да. Готов подписаться под тем, что это лучшая песня Евро 21-го века. 10/10
- Текст: Исландский текст о том, как он читает на её ладони что-то там. «Быть или не быть» должно там оказаться более к месту. Но все равно — 9.5/10
- Вокал: Как много дерет молодых Кипеловых старичок Хаук! 10/10
- Итог: Финалист со всех сторон.

Но и в третий раз ожидания экспертов не оправдались: Исландия заняла 13-е место с 77 баллами и не попала в финал.